# ۷۷۶ (پیش از میلاد)
۷۷۶ (پیش از میلاد) ۷۷۶مین سال قبل از تقویم میلادی است.